# Gromada Kuryłówka
Gromada Kuryłówka war eine Verwaltungseinheit in der Volksrepublik Polen von 1954 bis 1972. Verwaltet wurde die Gromada vom Gromadzka Rada Narodowa, dessen Sitz sich in Kuryłówka befand und der aus 23 Mitgliedern bestand.
Die Gromada Kuryłówka gehörte zum Powiat Łańcucki in der Woiwodschaft Rzeszów (1945–1975). Sie wurde gebildet aus den ehemaligen Gromadas Kuryłówka, Ożanna und Tarnawiec der aufgelösten Gmina Kuryłówka sowie der Gromada Dąbrowica der aufgelösten Gmina Adamówka und der Gromada Kulno aus der aufgelösten Gmina Potok Górny.
Zum 1. Januar 1956 wurde die Gromada Brzyska Wola Teil des neugeschaffenen Powiat Leżajski.
Am 1. Januar 1965 wurde ein Teil des Dorfes Cieplice einschließlich der Weiler Polska und Nagórne aus der Gromada Adamówka ausgegliedert.
Die Gromada Kuryłówka bestand bis Ende 1972, zum 1. Januar 1973 wurde sie Teil der reaktivierten Gmina Kuryłówka.